# Leiopathes grimaldi
Leiopathes grimaldi är en korallart som beskrevs av Louis Roule 1902. Leiopathes grimaldi ingår i släktet Leiopathes och familjen Leiopathidae. Inga underarter finns listade i Catalogue of Life.